# Georges Jacqmotte
Georges Jacqmotte, né le 17 février 1876 à Bruxelles et mort le 8 janvier 1949 à Uccle, est un peintre belge.

## Biographie

### Famille
Georges (Georges Philippe) Jacqmotte, né le 17 février 1876 rue du Miroir no 135 à Bruxelles, est le fils d'Henri Ferdinand Jacqmotte (1840), négociant, et de Louise Marie Eulalie Jacqmotte (1848). Il épouse à Saint-Gilles le 15 avril 1907 Mathilde Taelemans (1883), fille du peintre Jean-François Taelemans et de Marie Thérèse Jaqcmain. Il se remarie avec Thérèse Wynincx,.

### Carrière
En mars 1895, Georges Jacqmotte expose une étude de tête, dans le genre de Léon Frédéric, au cercle L'Esquisse rue du Marché aux Herbes à Bruxelles. De 1899 à 1914, il participe ensuite aux salons triennaux belges, de même qu'à des expositions de caractère bruxellois, comme celles de L'Œuvre et du Cercle artistique et littéraire.
Durant la Première guerre mondiale, Georges Jacqmotte se réfugie, en 1914, à Londres, où il continue à peindre. Ses expositions sont documentées jusqu'en 1927.
Le 8 janvier 1949, Georges Jacqmotte, domicilié Groeselenberg no 117, meurt à l'âge de 72 ans, à Uccle.

## Œuvre

### Caractéristiques
Georges Jacqmotte représente les portraits, les paysages, les marines, les scènes de genre et les natures mortes ornées de fleurs et de fruits, de style réaliste.

Lors de l'exposition au Cercle artistique et littéraire de Bruxelles en 1909, le critique Sander Pierron écrit : 

« Georges Jacqmotte expose trois figures. La première est un Portrait de Mme J…, une sévère effigie émue, scrutée d'un point de vue psychologique ; l'autre est le Portrait de Mme V… ; il nous semble moins vivant, d'une facture molle qui supprime l'accent du visage. Enfin, une dernière figure : Le Page, en jaune, est une esquisse traitée à la manière preste et brillante de Vanaise. Le reste de l'envoi sont des paysages et des natures mortes. Les paysages sont brossés avec vigueur, avec quelque âpreté ; très franc et gras de touche est le si typique Chariot. Chose curieuse, inattendue cette facture rude de Jacqmotte le paysagiste disparaît chez Jacqmotte l'accessoiriste, se mue en un métier méticuleux, voire léché, extrêmement sage, dont les spécimens les plus édifiants sont : Saxes, Symphonie jaune, Symphonie rouge, Immortelles, Vieux livres. Par bonheur, quelques autres des tableaux de ce genre attestent plus de liberté dans le travail et offrent aussi un mariage plus agréable de colorations chaudes et vives. Tout à fait savoureuses et veloutées sont les Reines-Claudes devant un chou rouge, tout à fait légères et souples sont les Roses blanches aux pétales qui doucement se détachent et tombent du bouquet qui se fane. »

.
Signe : G. Ph. Jacqmotte

### Expositions
- Salon de Gand (XXXVIIe) de 1899 : Port d'Ostende, effet de nuit, Portrait de Melle X. et Paysage[7].
- Salon de Bruxelles de 1900 : La Meuse à Hastière, effet de nuit[8].
- Salon de Bruxelles de 1903 : Paysage et Les Débuts[9].
- Exposition du cercle L'Œuvre de 1904 : Les Rochers de Waulsort et La Ferme ensoleillée.
- Exposition du cercle L'Œuvre de 1905 : Ecce homo, Portrait de jeune fille et Mare à Tervueren.
- Salon de Gand de 1906 : Portrait de femme.
- Salon de Bruxelles de 1907 : Accessoires[10].
- Salon de Bruxelles de 1910.
- Salon de printemps de Bruxelles de 1911 : Nature morte.
- Salon de Bruxelles de 1914 : Immortelles et hydrangées[4].
- Salon d'automne de Bruxelles de 1915 : Anémones.
- Floralies picturales à Bruxelles en 1920.
- Salon d'art de Schaerbeek en 1922
- Salon d'art de La Ruche à Schaerbeek en 1923 : Paysage après l'orage et Nature morte.

### Galerie

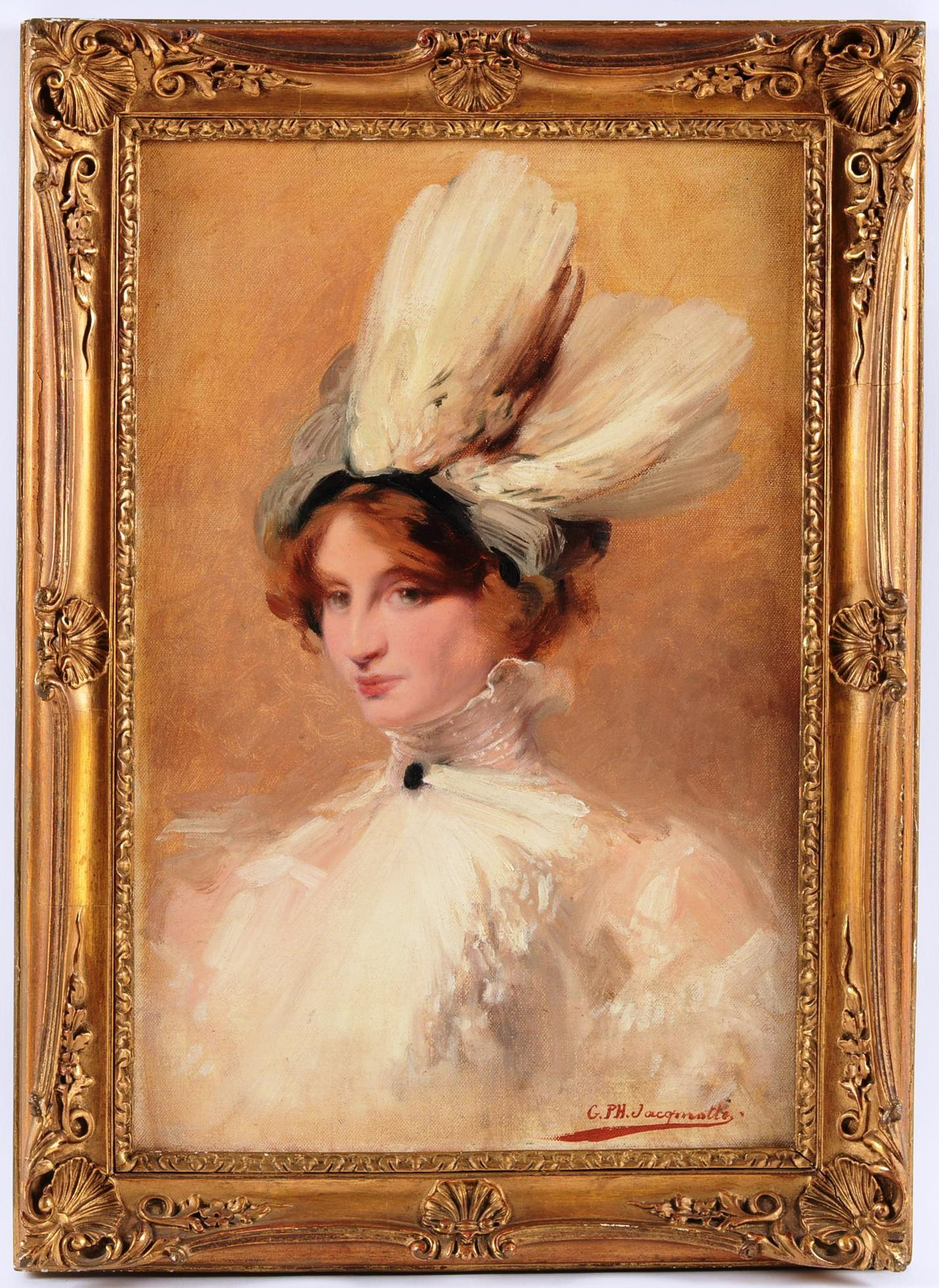
Élégante au chapeau.
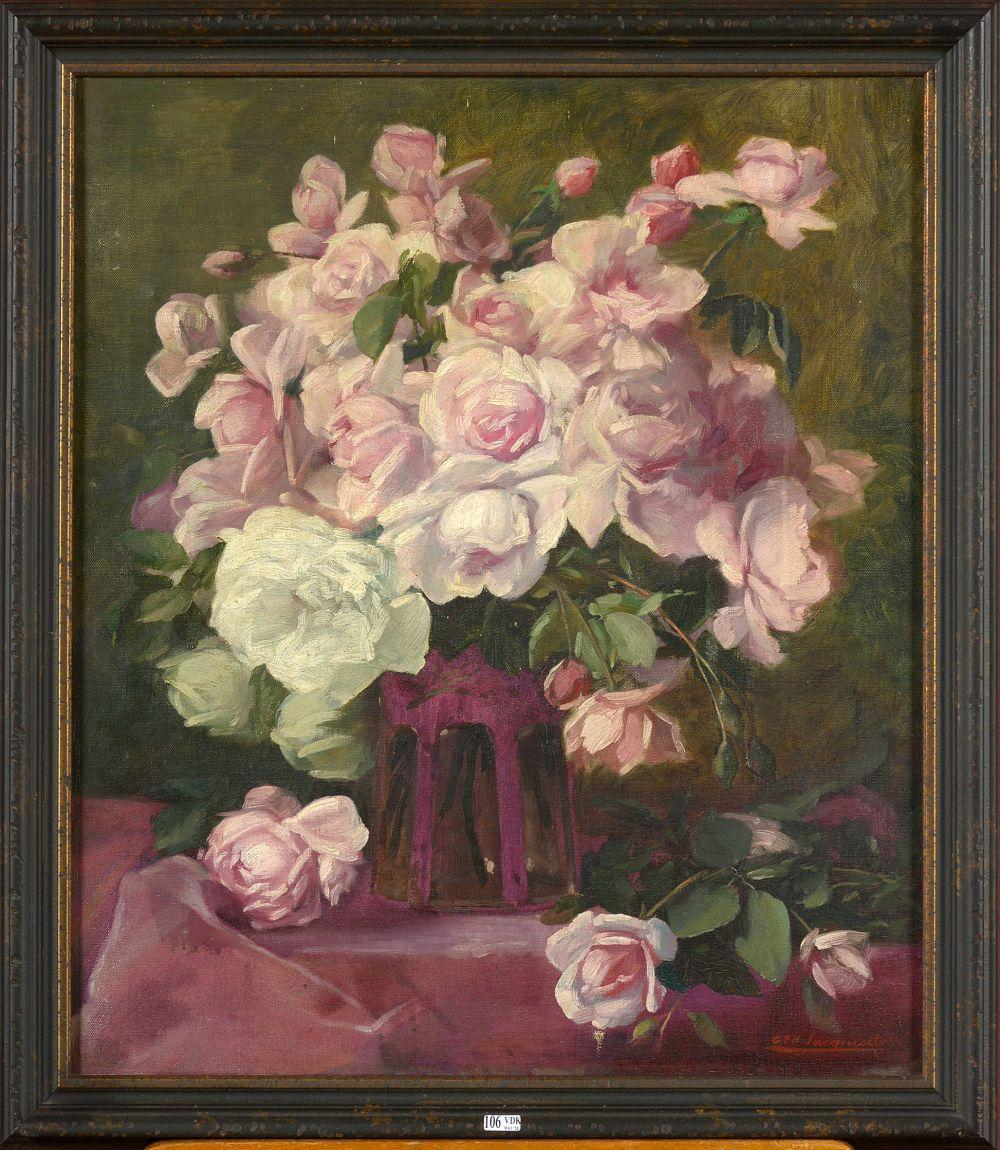
Nature morte au vase de roses.
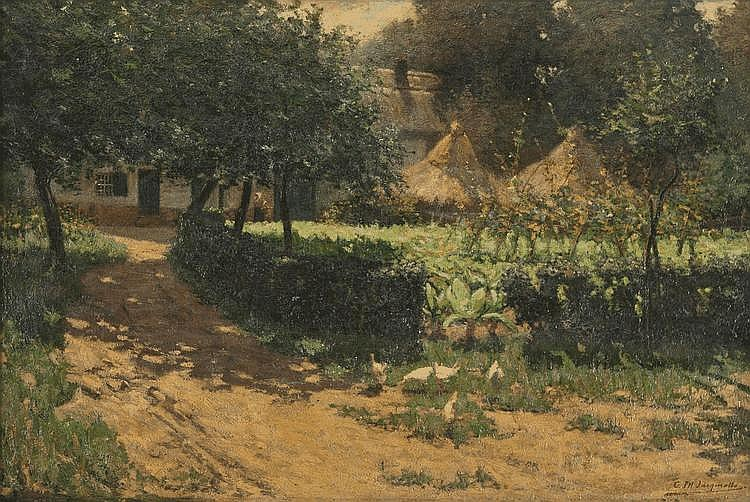
Ferme avec paysanne et volaille.
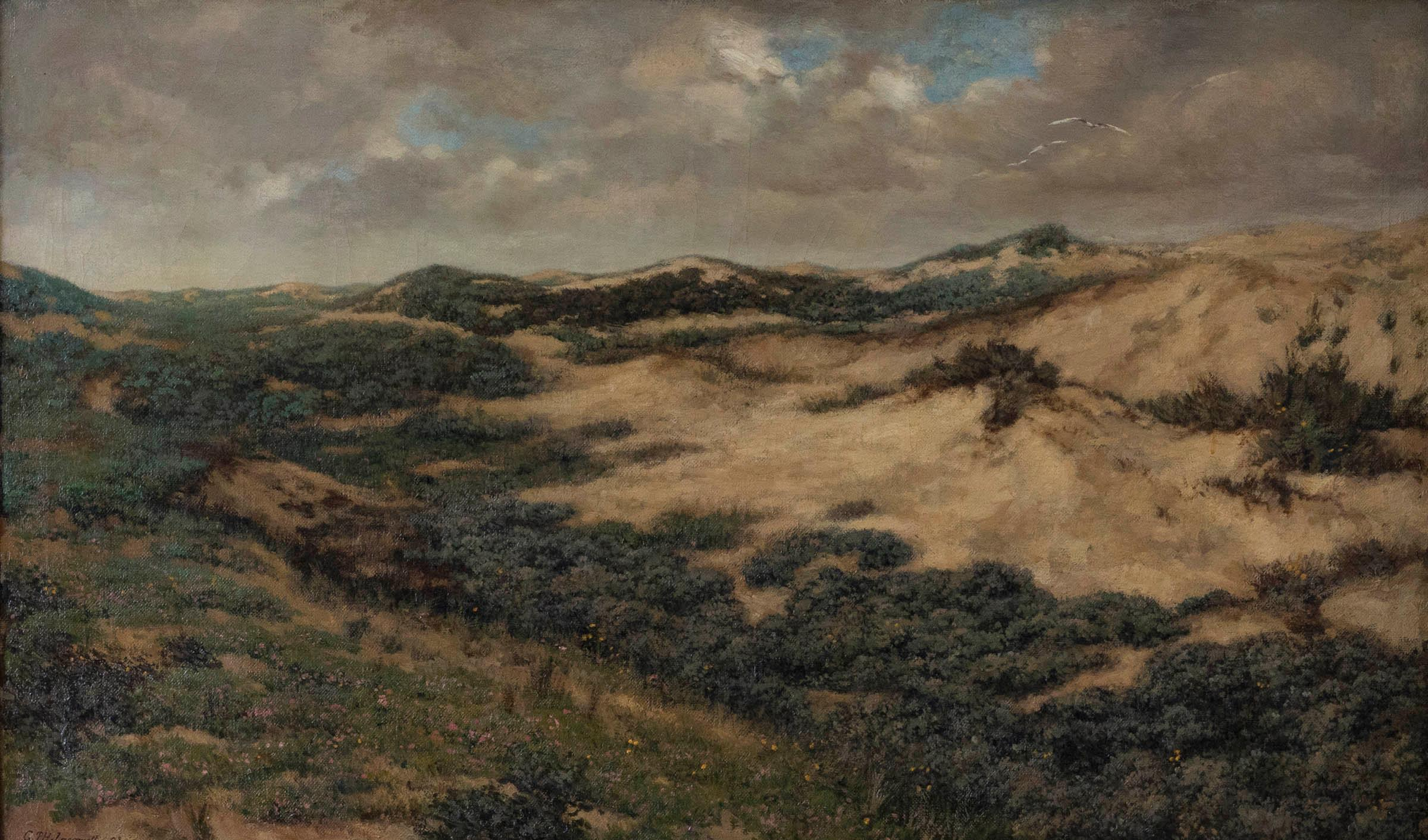
Les Dunes (1908).